# Linfangioleiomiomatosis
La linfangioleiomiomatosis, abreviada LAM, es una enfermedad rara, progresiva y sistémica, que normalmente resulta en destrucción quística del pulmón. Afecta predominantemente a las mujeres, especialmente durante los años fértiles. El término de LAM esporádica se utiliza para pacientes con LAM no asociada al complejo de esclerosis tuberosa (CET).

## Signos y síntomas
La edad promedio de aparición es entre principios y mediados de los 30 años. Se ha informado que la disnea y el neumotórax espontáneo (colapso pulmonar) son la presentación inicial de la enfermedad en el 49% y el 46% de los pacientes, respectivamente.
El diagnóstico suele retrasarse entre 5 y 6 años. La afección a menudo se diagnostica erróneamente como asma o enfermedad pulmonar obstructiva crónica. El primer neumotórax, precede al diagnóstico de LAM en el 82% de los pacientes. Los síntomas por consenso de LAM son los siguientes:[cita requerida]
- Fatiga
- Tos
- Tos con sangre (raramente abundante)
- Dolor en el pecho
- Complicaciones quilosas derivadas de la obstrucción linfática, incluidas
  - Quilotórax
  - Ascitis quilosa
  - Quilopericardio
  - Quiloptisis
  - Quiluria
  - Quilo en el flujo vaginal
  - Quilo en las heces
- Los angiomiolipomas (tumores grasos del riñón) están presentes en aproximadamente el 30% de los pacientes con LAM esporádica y hasta el 90% de los pacientes con TSC-LAM. [7] [8] Los angiomiolipomas a veces pueden sangrar espontáneamente, causando dolor o presión arterial baja.
- Los linfangiomas quísticos o ganglios linfáticos con centros hipodensos, que imitan linfomas necrosantes, cánceres de ovario o de riñón, u otras neoplasias malignas, pueden aparecer en el retroperitoneo, la pelvis o el mediastino.[9][10][11][12]

La destrucción pulmonar en LAM es una consecuencia de la infiltración difusa por células neoplásicas similares al músculo liso que invaden todas las estructuras pulmonares, incluidos los vasos linfáticos, las paredes de las vías respiratorias, los vasos sanguíneos y los espacios intersticiales. Las consecuencias de la obstrucción de los vasos y las vías respiratorias incluyen acumulaciones de líquido quiloso, hemoptisis, obstrucción del flujo aéreo y neumotórax. El curso típico de la enfermedad muestra disnea progresiva con el esfuerzo, espaciada por neumotórax recurrentes y, en algunos pacientes, derrames pleurales quilosos o ascitis.
La mayoría de las personas presentan disnea al realizar actividades cotidianas hasta 10 años después del inicio de los síntomas. Muchos pacientes requieren oxígeno suplementario durante ese intervalo.

## Genética
La LAM se presenta en dos contextos: en el complejo de esclerosis tuberosa (TSC-LAM) y en una forma esporádica, en mujeres que no tienen TSC (LAM esporádica). En ambos entornos, la evidencia genética indica que LAM es causada por mutaciones inactivadoras o de "pérdida de función" en los genes TSC1 o TSC2, que fueron clonados en 1997 y 1993, respectivamente. El gen TSC1 se encuentra en el brazo largo del cromosoma 9 (9q34) y el gen TSC2 se encuentra en el brazo corto del cromosoma 16 (16p13). La TSC-LAM se presenta en mujeres que tienen mutaciones de la línea germinal en el gen TSC1 o TSC2.
La LAM esporádica se asocia principalmente con mutaciones somáticas del gen TSC2.  Las mutaciones de la línea germinal y somáticas en LAM incluyen muchos tipos de mutaciones distribuidas en los genes, sin "puntos calientes" claros, incluidos cambios sin sentido, deleciones en el marco de lectura y mutaciones sin sentido. Debido al gran tamaño de los genes (juntos tienen más de 60 exones) y debido a que las mutaciones pueden localizarse prácticamente en cualquier lugar dentro de los genes, la detección de mutaciones suele ser un desafío.[cita requerida]
A nivel celular, las células LAM presentan una inactivación bialélica de los genes TSC2, en consonancia con el modelo de genes supresores de tumores de "dos impactos".  El segundo evento clave en las células LAM es a menudo la pérdida de la región cromosómica que contiene la copia de tipo salvaje del gen TSC2 ; esto se conoce como pérdida de heterocigosidad o LOH. La LOH se puede detectar en células LAM microdisecada, en angiomiolipomas y ganglios linfáticos de mujeres con LAM,  y en células LAM circulantes (células en sangre y orina).

## Diagnóstico

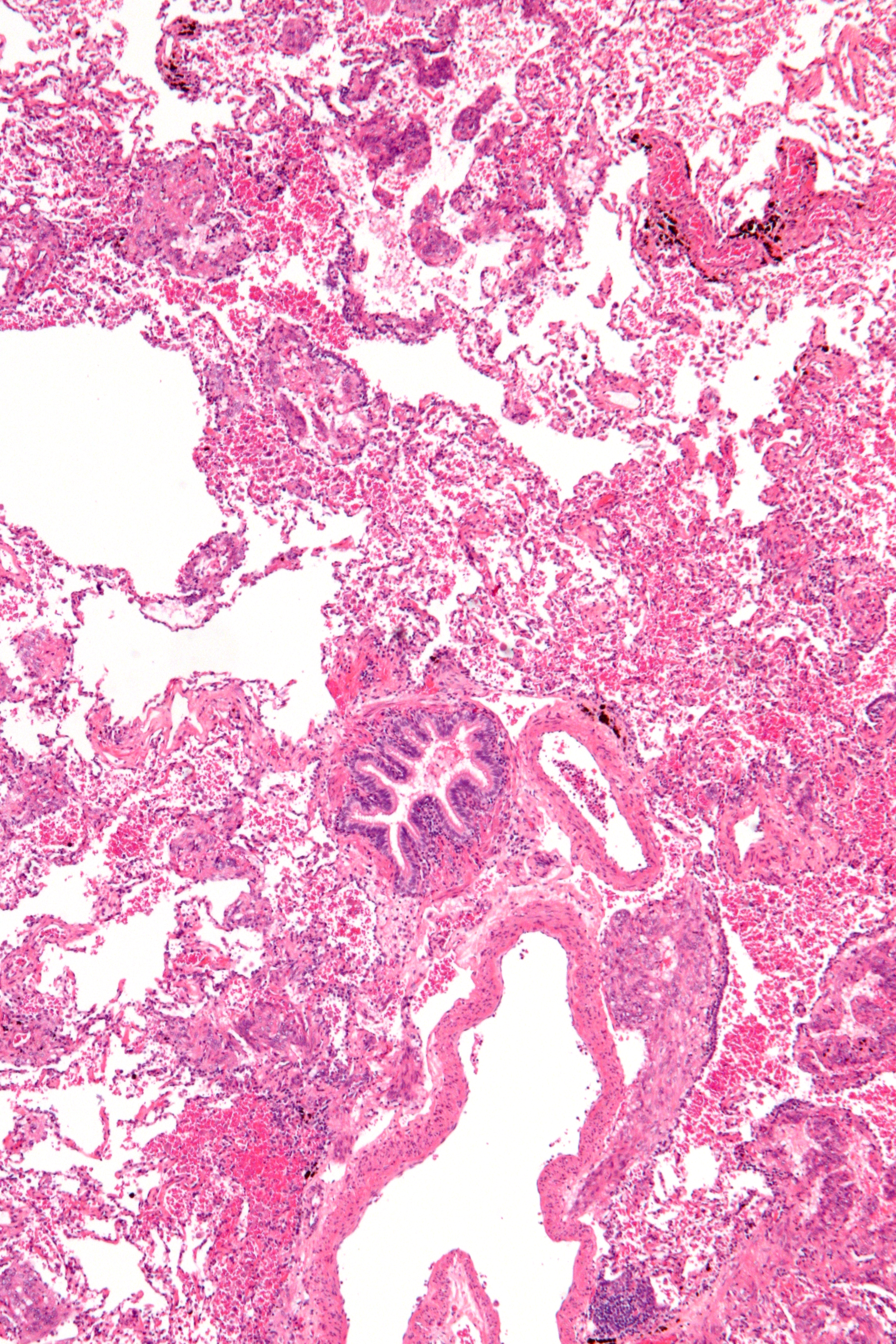
Micrografía de linfangioleiomiomatosis. Tinción H&E

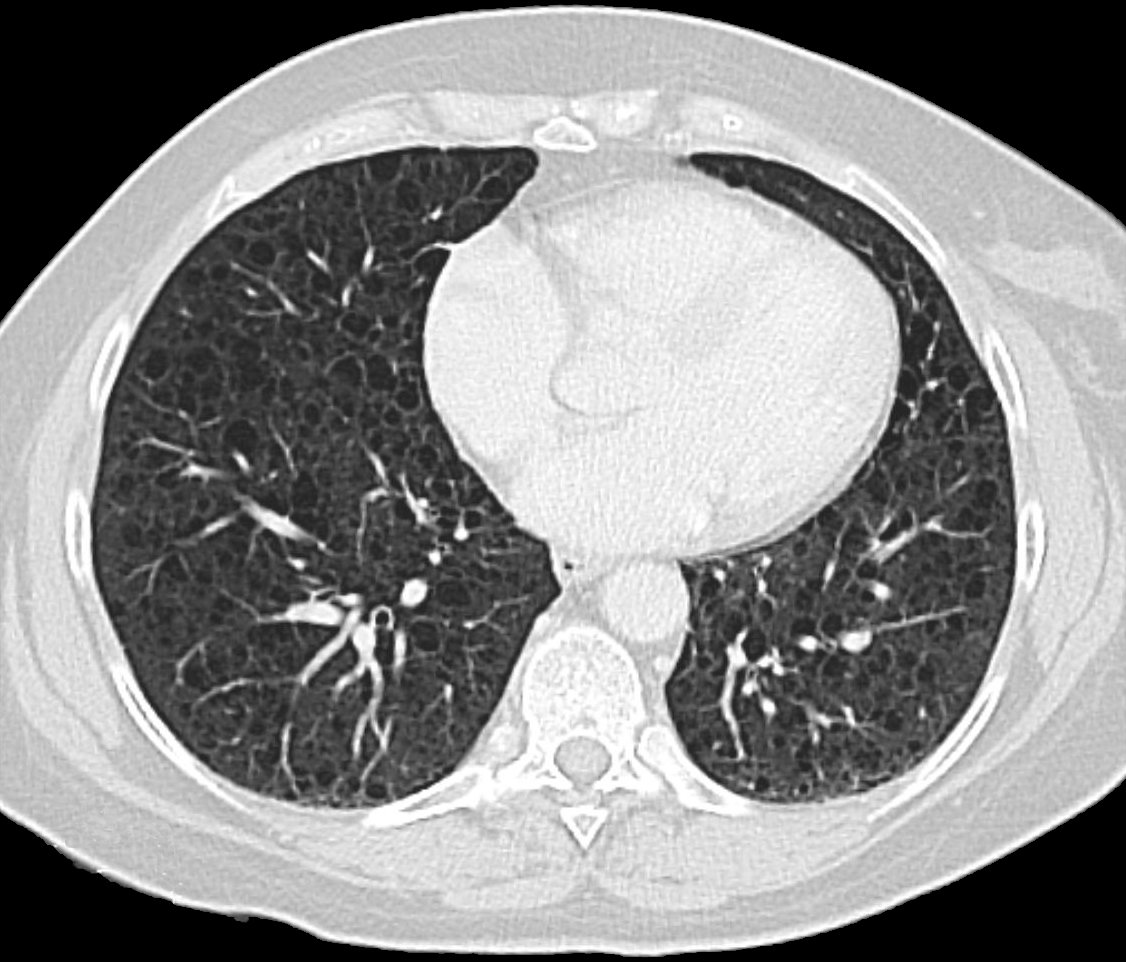
Tomografía computarizada de los pulmones de un paciente con linfangioleiomiomatosis que muestra numerosos quistes de paredes delgadas dentro de los pulmones.

La LAM puede requerir atención médica de varias maneras, la mayoría de las cuales desencadenan una tomografía computarizada de tórax. Los cambios quísticos de paredes delgadas en los pulmones pueden encontrarse incidentalmente en tomografías computarizadas del corazón, el tórax o el abdomen (en los cortes que incluyen las bases pulmonares) obtenidas para otros fines. Las TCAR de pacientes con CET revelan que aproximadamente el 20 % de las mujeres presentan cambios quísticos a los 20 años y aproximadamente el 80 % de las mujeres presentan cambios quísticos después de los 40 años. En ocasiones, la LAM se detecta mediante una TC de tórax en pacientes que presentan un neumotórax espontáneo primario aparente, pero con mayor frecuencia no se solicita la TC (en los Estados Unidos) hasta que se producen recurrencias. La disnea progresiva con el esfuerzo sin las exacerbaciones y remisiones que son características del asma o la EPOC a veces requieren una tomografía computarizada de tórax. Una revisión de la TC por un experto familiarizado con LAM puede aumentar la precisión del diagnóstico. El quilotórax también puede llamar la atención sobre LAM.
El diagrama 1 describe un algoritmo propuesto para el diagnóstico de LAM.[cita requerida]

Diagrama 1. Se describe un algoritmo propuesto para el diagnóstico de LAM. TC: tomografía computarizada; TSC: complejo de esclerosis tuberosa; LMA: angiomiolipoma; VEGF-D: factor de crecimiento endotelial vascular D; TBBx: biopsia transbronquial; VATS: cirugía toracoscópica videoasistida.